# 草莓100%
《草莓100%》（日语：いちご100%），是日本漫畫家河下水希創作的少年漫畫作品，自2002年3月4日至2005年8月1日在集英社旗下雜誌《週刊少年Jump》連載，於2004年發行廣播劇，並在Jump Festa裡宣布改編為電視動畫，翌年發行對應PlayStation 2平台之遊戲。
台灣中文版最初是由大然文化發行，譯名為《草莓100%》，由游青穎、季蓁翻譯。在發行至第四集時出版社倒閉，長鴻出版社重新翻譯發行，由陳少怡翻譯。由於大然文化依然握有當初譯名之著作權，因此將書名改為《100%的草莓》，也修改部分主要角色姓名。
2017年，河下水希開始在4月28日發售的增刊《少年Jump GIGA》連載續篇，名為《草莓100% EAST SIDE STORY》（いちご100％　EAST SIDE STORY）。

## 故事簡介
國中三年級的學生真中淳平，有一天在學校的屋頂上，偶然目擊了一名美少女的「草莓內褲」。於是真中便不斷的尋找那位美少女是誰。那個美少女的名字是東城綾，然而真中卻誤以為是學生偶像西野司，從此便開始了他們不可思議的關係。
真中在和西野交往的同時，也逐漸被東城給吸引住了。發現了這種情形的西野，決定隱藏自己心中的情感，和真中進入不同的高中就讀。
真中升上高中之後，和新同學外村弘、北大路五月，和國中時期的好朋友東城、小宮山一起成立電影研究社。他們發現了學校過去所留下的電影比賽應募作品，決定製作出比那更好的作品出來，於是由東城寫劇本，真中擔任導演，以在文化祭發表和參加電影比賽作為目標開始製作電影。
這個故事，就是在這樣的背景下，東城、西野、北大路，以及真中的青梅竹馬南戶，為了爭奪真中所產生的一場戀愛大混戰。

## 登場人物
出場角色的聲優是電視動畫、OVA、廣播劇以及電玩遊戲所共通的。只是在遊戲中並沒有玩家的聲音，也就是真中的聲音。

### 主要人物
- 真中淳平（まなか じゅんぺい）
- 声優：鈴村健一、齋賀光希〈童年〉（日本）；何志威、雷碧文〈童年〉（台灣）

生日是5月10日。難對付的東西是辣的東西。
本作主角。夢想成為電影導演，以備取資格進入了名校泉坂高中後打算加入了電影社；但實際上這個社團已經被改成CG社，因此他與朋友們一起成立電影研究社。有拍 攝電影的才能，每年暑假集訓時拍攝的電影，不僅在嵐泉祭獲得好評，也曾兩次在電影競賽中獲獎。
成績和運動神經都不太好（稍微會一點踢足球），對於女孩子有少許的強烈的妄想，是個怎麼看都很平凡的少年。但是為了追求夢想所表現的態度和善良的性格而受到這些女主角們的歡迎。雖然優柔寡斷但卻相當體貼溫柔、能夠討好別人，這也是為什麼他會和很多女角產生戀情的原因（在最後的漫畫番外篇中，經常詬病真中的外村美鈴也通過反思肯定了真中的一些優點）。
電影研究社曾三次進行集訓活動，真中卻有著在這三次都能進入女湯的超強運。雖然受到女角歡迎，但也曾被西野的男校粉絲以私刑修理。在東城和西野的感情中搖擺不定，並曾與西野分手後又復合。高中畢業後沒有繼續升學，一個人一邊打零工一邊到世界各國拍片並且獲得小型電影競賽的獎項。因為這些歷練讓真中因此在精神上身體上獲得再一次的提升，後來被角倉的事務所聘請。
- 東城綾（東城 綾（とうじょう あや）、Touzyou Ayae）
- 声優：能登麻美子（日本）；龍顯蕙（台灣）

從第一集就登場的女主角之一，真正穿著「草莓內褲」的人。
身高159cm，血型A，生日1月14日，E罩杯（高中時）。喜歡的食物是可麗餅。對於真中的稱呼是「真中君」。
戴眼鏡和綁辮子是她初期的形象，上高中後則改戴隱形眼鏡並且解開辮子。西野和真中都鼓勵她要把前髮垂下來，國中畢業前曾短暫的以這種形象登場而突然在學校大受歡迎。此外，戴眼鏡和綁辮子的東城與沒戴眼鏡並且放開辮子的東城，好像會有很大的差別，很多人都沒有注意到這兩個人是同一人（不過天地和外村都有注意到是同一人）。
性格安靜且害羞，甚至可以說是內向而缺乏自信。運動能力差，而且有些天然呆，只要稍不注意就會跌倒，被真中說她的跌倒是「普通人的三倍」。不過成績很優秀，並且有寫小說的才能，其作品在高中時已不只一次得獎；然而她不擅長作菜和唱歌。進入泉坂高中後東城先加入文藝社，後來在外村的邀請下加入的電影研究社。期間一邊持續寫小說，一邊為了每年園遊會要播放的電影寫劇本（東城最原先計畫和真中一起加入電影社，但電影社已改成CG社導致東城找不到；因此只好先加入文藝社）。
開始寫小說的動機是因為考試和孤獨而想要逃避現實，所以往往封閉自己的世界。但是卻因緣際會的被真中肯定，因此對於真中產生戀愛的感覺。和真中進入同一所高中，且高一和高三都同班，但她害羞的性格卻是怎麼樣都無法下決心和真中告白。在高中最後的文化祭下定決心和真中告白，卻被真中以「我現在最關心的是西野」拒絕。不過東城對真中依然一往情深。後來趁著真中睡著時偷偷和真中接吻。最後在真中考完試當天，東城對真中坦白了一切；雖然相當難過，但也讓東城把對真中的思念深深的埋入自己的心中。高中畢業後，進入「慶法大學」的文學系。之後成為小說家，獲得「直林獎」。
- 西野司（西野つかさ（にしの つかさ），長鴻版：西野官）
- 声優：豐口惠（日本）；雷碧文（台灣）

身高158cm，血型B，生日9月16日，B罩杯（高中時）。喜歡的食物是櫻桃派，對於真中稱呼是「淳平君」
從第一集就登場的女主角之一。有著無論是誰都會承認她是偶像的存在（在讀者間的人氣是第一名）。有好幾次被異性告白但都被她拒絕，不過國中三年級的冬天，真中以出人意表的方式向西野司告白，讓她說出「要是真中的話，就可以了」而與他交往（在第九集的回憶中得知，真中向她告白前，就已經知道了真中的存在）。原本要和真中等人一起去念泉坂高中，但她私下報考了櫻海學園；雖然升學後和真中讀不同的高中，兩人卻一直有在交往。然而了解真中已經漸漸不再把心思放在她的身上後，在高一聖誕節前夕主動向他提出分手。不過高二時與真中再次遇見，在經過電影研究社的集訓活動和修學旅行等各式各樣的事情後，兩人在高三的時候再次復合。
在蛋糕店「Patisserie鶴屋」打工時，被世界級蛋糕師日暮龍一影響，決定以成為蛋糕師傅為目標；另外有一段時間曾被傳說要和日暮結婚，還被刊在雜誌上而引起騷動。為了要成為像日暮一樣的蛋糕師傅，西野於是在高中畢業後，到法國留學。那個時候她與真中的關係回到像白紙一樣的空白，四年後回到日本，並且和真中繼續維持關係。
和一般女孩子的喜好有所不同，有著令人難以理解的地方（作者本人也談到「每天都苦惱難以掌握每個角色的形象」）。第一集登場時，有著爽朗活潑可愛的性格，在國中時所用的電話鈴聲還是日本節目「笑點」的內容。從女校櫻海学園升上來後就一直被男性所追求。和有著豐滿形象的東城對比，非常在意自己的小胸部。另外西野相當會作菜，多次幫真中做便當（初期不會，上烹飪班後開始變好）
性格開朗，有著能夠吸引男人的吸引力。但是有時會因為吃醋而變得相當生氣的樣子，也有對於異性感到苦惱的一面。常穿著草莓內褲，但有時也會穿著結繩內褲。但是對於T字褲，因為覺得「色色的」，而討厭穿它。
- 北大路五月（北大路 さつき（きたおおじ さつき），長鴻版：北大路皋月）
- 声優：小林沙苗（日本）；李明幸（台灣）

身高163cm，血型O，生日5月3日，G罩杯（高中時）。喜歡的食物是烤肉。對於真中的稱呼是「真中」。
在漫畫第三集出現的女主角，第一次與真中見面是在街上不慎踢到罐子到真中的頭上，而第二次則在河邊因一些頑皮小孩所設的陷阱而一口咬定真中是大色狼。在動畫第四集中出現，與漫畫不同的是第一次與真中見面是在河邊，真中手持攝影機，看到她長得漂亮而將鏡頭轉向她拍攝，但突然起風將北大路的裙子吹起露出內褲，因此真中被誤會是色狼。五月和真中及小宮山一樣，因考試成績不佳而成為泉坂高中的備取學生。入學后不久應真中之邀加入電影研究社，成為創社成員之一。
北大路在一開始接觸真中時比較討厭他，因為在她看來真中的表現色色的，整天常不慎摸到她；然而自從不慎溜口說喜歡真中後，一直對向真中實行「愛的表現」，但事實上是性騷擾。在高一的文化祭結束時強行親吻真中，因此成為第一個與真中接吻的女角。後來在高三最後一次文化祭聽到東城向真中告白，被真中以「我現在最關心的是西野」拒絕，同時也深知自己已戰敗。高中畢業後，她因要繼承親戚在京都開設的日式旅館而未繼續升學；在結局時，她成為了旅館的老闆娘。
性格活潑開朗，與西野不同的是線條上較為粗枝大葉、不拘小節，甚至可以說豪爽，但有時也會表現出情感細膩的一面。擅長各項運動，好像書法也很好，據她自己說是書道八級（漫畫第三集里，在真中的右手手指受傷時主動幫助他作課堂筆記，被真中認為字寫得很漂亮）。因容貌身材姣好以及潑辣大膽的個性，也受到一部分男性的青睞。與真中的關係有時更像死黨好友，較之東城和西野，真中與五月的相處顯得更融洽自然。
- 南戶唯（南戸 唯（みなみと ゆい））
- 声優：水樹奈奈（日本）；黃珽筠（台灣）

身高150cm，血型O，生日3月31日，胸圍未知（估計是A罩杯）。對於真中的稱呼是「淳平」。
漫畫第五集出現的女主角，是真中的青梅竹馬，比真中小一歲。漫畫中第一次露面是在西野向真中提出分手時的晚上碰面，雖然不像其他女主角愛真中愛得很明顯，但她的氣勢沒有比較差，屬於妹妹型的人物。有睡覺睡一睡把衣服脫掉的怪僻，喜歡吃巧克力、蛤蠣和漢堡。
登場時小唯為了要參加櫻海學園的入學考試回到泉坂，初期住在真中的房間。真中原本以為小唯考取櫻海學園後會住到學校宿舍，但小唯錄取時學校已經取消學生宿舍，小唯因而在真中的房間住到暑假。後來因此造成她父親對她和真中產生誤會，一度不讓小唯回去泉坂；雖然最後誤會化解，小唯卻選擇自己在外面租屋，不過她還是常常到真中家打擾。身為主角之一的她於結局沒有出場。在第十九集最後的作品回顧中作者有提到，小唯是這部作品中她最喜歡畫的女角。

### 女配角
- 外村美鈴（そとむら みすず）
- 声優：川崎惠理子（日本）；龍顯蕙（台灣）

身高160cm，血型B，生日5月25日，B罩杯（高中時）。
漫畫第七集出現的女配角，外村小一歲的妹妹，是對電影很有要求的人。初次登場是在電影院裏，真中和東城在高二前夕的春假裏去看電影（實際上可以算是真中和東城的第一次約會），坐在真中臨席的她在放映結束後與真中大唱反調，毫不留情的對影片中的不足之處作出批評。美鈴入學泉坂高中後也加入了電影研究社，拍攝時多擔任副導演的工作。結局時考上了京都的同志社大學，和當時已在京都經營旅館的北大路常有聯繫。屬於外表較美型的女角，被真中認為很上鏡。登場時多以女強人的形象出現，不過實際上美鈴也是有她相當感性的一面，認為「戀愛是一件很美好的事」。漫畫番外篇「京都初戀故事」以美鈴為主角，描述她到京都後到結局這段時間發生的一段故事。
- 端本千波（端本ちなみ（はしもと ちなみ））
- 声優：清水愛（日本）

身高157cm，血型O，生日10月16日，D罩杯（高中時）。
漫畫第十集出現的女配角，性格俏皮可愛，有一顆很明顯的小虎牙；但她非常勢利，眼中只有錢。第一次與真中見面是和千波撞了一起，事因千波要甩掉一個她稱為小哲的男生。千波不斷說一些難聽說話，企圖令他死心；但小哲向她進貢很多禮物而感到有損失，以此威迫她如有二十萬還回他的話，他就放棄千波。千波當然沒有那麼多錢，但真中聽到後，為了小哲不再被千波欺騙感情而答應他替千奈美還錢。此時東城、西野和北大路因事故無法出現在電影研究社的會場，導致會場暴動；千波代替女主角們變裝安撫觀眾因而在學校出名，成為學校的偶像之一。
真中高三的暑假，千波跟隨拍攝。她原本對小宮山相當反感，但在排戲時，千波因為只注意崖壁上的花，而沒有留意腳下被蛇咬。小宮山先是出生入死送她去醫院，隨後又為了要摘那朵花給她探病，而被蜜蜂螫得變豬頭；讓千波看了非常感動，因而與小宮山成為情侶。不過兩人的戀情沒有維持很久，嵐泉祭的時候千波退出電影研究社加入偶像社，也順便把小宮山甩了。結局時，千波成為外村的事務所的專屬頭號藝人，小宮山則是他的經紀人。
- 向井梢（向井こずえ（むかい こずえ））
- 声優：植田佳奈（日本）

身高156cm，血型AB，生日7月6日，D罩杯（高中時）。
漫畫第十二集出現的女配角，個性迷糊，缺乏行動力。因為從小到大都念女校，家裡又都是女生，所以患有男生恐懼症；但常常在腦中幻想一些色色的畫面。原本對男生相當沒轍，但漸漸被真中的親切和溫柔所吸引，最後喜歡上真中。也因為真中的影響讓她開始喜歡看電影，高三暑假參加了電影研究社的集訓活動。參觀嵐泉祭的時候發現真中已經和西野在一起，讓向井相當難過；不過後來右島適時的介入讓向井和右島之間產生了些許的曖昧。

### 泉坂高中
- 大草（おおくさ）
- 声優：近藤隆（日本）；李明幸（台灣）

真中的國高中同學。足球社的重要人物，從國中開始已經是萬人迷，成績不俗，在真中、西野等人還在準備高中聯考時已經靠推甄錄取泉坂高中。國中時已喜歡西野，多次試圖說服真中離開西野，結果失敗告終。大草在國中時期出場的頻率比較高，上高中後因為和真中不同班也不同社團，因此僅在某幾話出現。
- 小宮山力也（こみやま りきや）
- 声優：高木涉（日本）；林谷珍（台灣）

真中的國高中同學，長相恐怖，曾向西野告白被西野以「對長的像暴龍的男人沒興趣」拒絕，和真中、北大路一樣以備取資格錄取泉坂高中。擅長模仿章魚，也是電影研究社創社成員之一。每年情人節都會整理抽屜，但因為長相抱歉沒有什麼女人緣；不過在第十五集時和端本千波意外的成為情侶。
- 外村宏（外村ヒロシ（そとむら ひろし））
- 声優：上田祐司（日本）；林谷珍（台灣）

真中在高中後認識的同學，電影研究社創社成員之一。擅長網頁和圖像製作；設有個人網頁「100%的香瓜」美少女搜尋網站，電影研究社每年的活動看板也是外村製作的。常常帶著相機到處收集美少女的照片。成績比東城還好，結局時從東京大學畢業，創設外村製作公司經營偶像事業。
- 黑川栞（黒川栞（くろかわ しおり））
- 声優：齋賀光希（日本）；黃珽筠（台灣）

泉坂高校的數學教師兼電影研究社顧問老師，擁有H罩杯的豪乳。和角倉周是高中時的同學，亦是角倉周高中時的得獎電影的女主角。
- 天地（あまち）
- 声優：置鮎龍太郎（日本）

第六集登場的轉學生，轉入泉坂高中第一天，就對東城大告白；平常會被很多女生包圍。天地對東城相當專情，無所不用其極的想要拆散東城和真中；但東城對真中的情感意外的堅定，使天地的追求屢屢受挫。家裡很有錢，有好幾棟別墅；外村在高二高三的電影研究社集訓時都拜託天地借用他們家的別墅。
- 高木（たかぎ）

大草在足球社的朋友，號稱關東第一守門員，不過一抱到東西就會死不放手。喜歡小唯。

### 其他人物
- 浦澤舞 （浦沢舞（うらさわ まい））
- 声優：伊藤靜（日本）

身高165cm，血型A，生日11月29日，C罩杯（高中時）。漫畫第十二集出現，東城在補習班的好友，和向井梢就讀同一所學校。曾經鼓勵並計劃要把向井和真中送作堆，之後似乎要把向井和右島配成一對。
- 左竹（さたけ）

真中在補習班的同學。夢想是當社長，家裡是開工廠。
- 右島（みぎしま）

真中在補習班的同學，額上有疤痕。國中、高中時讀男校，因此不懂如何跟女孩相處。高二前任性地生活，直至高二遇到一個即將退休而又很好的班導，因此改變而立志當一名教師。與左竹就讀同一間高中。在大學聯考前要向井教他功課；原本向井相當排斥，但後來發現兩人的際遇很類似，因而使向井慢慢對他產生好感。
- 東城正太郎（とうじょう しょうたろう）
- 声優：鈴木達央（日本）

東城綾的弟弟，常對外聲稱自己在與東城綾交往，曾被說有戀姊傾向。
- 東城遙（東城 遥（とうじょう はるか））

東城綾的堂姊，外貌與綾相似，但性格上卻大相徑庭。僅在第十一集登場過一次，很欣賞真中的純情。
- 日暮龍一（ひぐれ りゅういち）

世界級蛋糕師傅，「patisserie鶴屋」的老闆，被真中稱為「手上有甜味的男人」。西野受其影響而立志成為糕點師傅，是西野相當尊敬的上司；曾被傳與西野有婚約。
- 豐三郎（豊三郎（とよさぶろう））
- 声優：麻生智久（日本）；林谷珍（台灣）

泉坂電影院的館長；真中在美玲的推薦下去該電影院看電影，看了之後相當感動，因此當場被館長招攬留在電影院打工。不過因為放的都是一些老電影，加上建築老舊，因此電影院門可羅雀，除了可以看免費電影以外，真中沒有領到半毛薪水。是個色老頭，常常在電影院門口舀水襲擊女路人；不過似乎有一個相當有錢的兒子，在市郊有一棟別墅。
- 角倉周（かどくら しゅう）

泉坂高中畢業的新銳導演，看中真中的運鏡和拍攝能力，和黑川老師是高中同學。
- 中間（ Nakama）

2017年續篇《草莓100% EAST SIDE STORY》新登場的人物，在家裡經營的舊書店工作，長相與真中淳平相當接近，對於年紀比他大的女性，特別是女大學生頗為憧憬。姓氏的日語發音是「真中」（ Manaka）兩字倒過來。愛慕東城，但因為東城走不出情傷，因此在第四話時決心要成為與東城一同前進的小說家，在那之前不會跟東城見面。

## 出版書籍
| 卷數 | 日文標題 | 中文標題                 | 集英社        | 集英社             | 長鴻出版社     | 長鴻出版社           |
| 卷數 | 日文標題 | 中文標題                 | 發售日期      | ISBN               | 發售日期       | EAN                  |
| ---- | -------- | ------------------------ | ------------- | ------------------ | -------------- | -------------------- |
| 1    |          | 草莓注意報               | 2002年8月2日  | ISBN 4-08-873304-5 | 2003年7月24日  | EAN 471-0765-17711-9 |
| 2    |          | 夢幻美少女再現           | 2002年10月4日 | ISBN 4-08-873326-6 | 2003年11月15日 | EAN 471-0765-17712-6 |
| 3    |          | 命運的CRANK-IN!?         | 2003年1月6日  | ISBN 4-08-873369-X | 2004年1月7日   | EAN 471-0765-17713-3 |
| 4    |          | 我要你吻我               | 2003年4月4日  | ISBN 4-08-873412-2 | 2004年4月19日  | EAN 471-0765-17714-0 |
| 5    |          | 記憶中的女孩             | 2003年6月4日  | ISBN 4-08-873438-6 | 2004年7月20日  | EAN 471-0765-17663-1 |
| 6    |          | 天使再臨                 | 2003年8月4日  | ISBN 4-08-873496-3 | 2004年9月20日  | EAN 471-0765-17808-6 |
| 7    |          | SWEET LITTLE SISTER      | 2003年10月3日 | ISBN 4-08-873518-8 | 2004年12月16日 | EAN 471-0765-18011-9 |
| 8    |          | 互相取暖?                | 2003年12月4日 | ISBN 4-08-873537-4 | 2005年2月4日   | EAN 471-0765-18192-5 |
| 9    |          | 迷途羔羊與拾荒之神       | 2004年3月4日  | ISBN 4-08-873577-3 | 2005年4月19日  | EAN 471-0765-18435-3 |
| 10   |          | 地下情                   | 2004年4月30日 | ISBN 4-08-873597-8 | 2004年7月20日  | EAN 471-0765-18675-3 |
| 11   |          | 送出心意卻未傳達戀慕之情 | 2004年7月2日  | ISBN 4-08-873629-7 | 2004年9月20日  | EAN 471-0765-18849-8 |
| 12   |          | 妄想少女                 | 2004年9月3日  | ISBN 4-08-873650-8 | 2004年12月16日 | EAN 471-0765-19102-3 |
| 13   |          | 那女孩的緋聞             | 2004年11月4日 | ISBN 4-08-873669-9 | 2005年2月4日   | EAN 471-0765-19245-7 |
| 14   |          | 第一次的..?!             | 2005年1月5日  | ISBN 4-08-873695-8 | 2005年4月20日  | EAN 471-0765-19440-6 |
| 15   |          | 左擁右抱SOS              | 2005年4月4日  | ISBN 4-08-873793-8 | 2005年7月14日  | EAN 471-0765-19639-4 |
| 16   |          | KISS大人味               | 2005年6月3日  | ISBN 4-08-873818-7 | 2005年8月20日  | EAN 471-0765-19720-9 |
| 17   |          | 儘管向我撒嬌⋯            | 2005年8月4日  | ISBN 4-08-873843-8 | 2005年11月22日 | EAN 471-0765-19998-2 |
| 18   |          | 兩人獨處                 | 2005年10月4日 | ISBN 4-08-873863-2 | 2006年1月20日  | EAN 471-0765-20156-2 |
| 19   |          | 選擇的未來               | 2005年12月2日 | ISBN 4-08-873884-5 | 2006年4月17日  | EAN 471-0765-20365-8 |

文庫版
| 卷數 | 集英社        | 集英社                 |
| 卷數 | 發售日期      | ISBN                   |
| ---- | ------------- | ---------------------- |
| 1    | 2013年4月18日 | ISBN 978-4-08-619394-8 |
| 2    | 2013年4月18日 | ISBN 978-4-08-619395-5 |
| 3    | 2013年5月17日 | ISBN 978-4-08-619396-2 |
| 4    | 2013年5月17日 | ISBN 978-4-08-619397-9 |
| 5    | 2013年6月18日 | ISBN 978-4-08-619398-6 |
| 6    | 2013年6月18日 | ISBN 978-4-08-619399-3 |
| 7    | 2013年7月18日 | ISBN 978-4-08-619400-6 |
| 8    | 2013年7月18日 | ISBN 978-4-08-619401-3 |
| 9    | 2013年8月20日 | ISBN 978-4-08-619402-0 |
| 10   | 2013年8月20日 | ISBN 978-4-08-619403-7 |

## 動畫

### 电视动画
2005年4月5日至2005年6月21日在朝日電視台播出。共12回（每次2話）。在OVA之後播放1話特別篇。

#### 製作人員
- 監督：関田修
- 系列構成：浦畑達彦
- 人物設計：中原清隆
- 總作畫監督：中原清隆／武内啓
- 美術監督：高橋忍
- 色彩設計：兒玉尚子
- 攝影監督：高橋宏司
- 編輯 - 木村佳史子
- 音響監督：三間雅文
- 音響製作：テクノサウンド、井出美紀
- 音樂製作：avex mode
- 音樂：根岸貴幸
- 製作人 - 渡邊直樹、鈴木祐治
- 綜合製作人 - 松田佐榮子、遠藤純一
- 動畫製作 - MADHOUSE
- 動畫製作協力 - Studio Matrix、DR TOKYO
- 動畫製作人 - 白井勝也
- 製作：集英社、草莓100%製作委員會、朝日電視台

#### 主題曲
- 片頭曲（OP）『SHINE OF VOICE』

- （作詞：川原京　作曲：ササキオサム　編曲：TATOO　歌：dream）

- 片尾曲（ED）『IKE IKE』

- （作詞・作曲・編曲：Accantino-Rimonti-Festari　譯詞：kenko-p　歌：HINOIチーム）

#### 各話列表
| 話數     | 回數 | 日文標題 | 中文標題             | 腳本     | 分鏡       | 演出       | 作畫監督          | 總作畫監督 | 播放日        |
| -------- | ---- | -------- | -------------------- | -------- | ---------- | ---------- | ----------------- | ---------- | ------------- |
| 1        | 1    |          | 夢幻的草莓內褲       | 浦畑達彦 | 関田修     | 関田修     | 松下純子          | 中原清隆   | 2005年 4月5日 |
| 1        | 2    |          | 是誤解還是錯覺？     | 筆安一幸 | 小島多美子 | 宍戶淳     | Lee, Si-min       | 中原清隆   | 2005年 4月5日 |
| 2        | 3    |          | 令人動搖的戀愛學習會 | 筆安一幸 | 五月女有作 | 五月女有作 | 宇都木勇          | 武内啓     | 4月12日       |
| 2        | 4    |          | 再度出現的夢幻美少女 | 浦畑達彦 | 五月女有作 | 五月女有作 | 宇都木勇          | 武内啓     | 4月12日       |
| 3        | 5    |          | 紀念的第二顆鈕扣     | 浦畑達彦 | 河合夢男   | 鎌仲史陽   | 青木真理子        | 中原清隆   | 4月19日       |
| 3        | 6    |          | 春天的風暴是青梅竹馬 | 中村龍   | 河合夢男   | 鎌仲史陽   | 青木真理子        | 中原清隆   | 4月19日       |
| 4        | 7    |          | 波瀾的高中生活       | 林政宏   | 宍戸淳     | 郷敏治     | 大塚美登理        | 中原清隆   | 4月26日       |
| 4        | 8    |          | 交錯的心和想法       | 筆安一幸 | 高橋丈夫   | 宍戸淳     | 渡辺和夫          | 中原清隆   | 4月26日       |
| 5        | 9    |          | PANIC IN MY ROOM     | 筆安一幸 | 小林一三   | 雄谷将仁   | 村上勉            | 武内啓     | 5月3日        |
| 5        | 10   |          | 怒濤的暑期合宿       | 中村龍   | 小林一三   | 雄谷将仁   | 古谷田順久        | 武内啓     | 5月3日        |
| 6        | 11   |          | 充滿心意的禮物       | 浦畑達彦 | 小島多美子 | 磨積良亜澄 | 高橋敦子          | 中原清隆   | 5月10日       |
| 6        | 12   |          | 目標不明的心意       | 筆安一幸 | 小島多美子 | 浅見松雄   | Kim, Dong-joon    | 中原清隆   | 5月10日       |
| 7        | 13   |          | 勃發！南北戰爭       | 林政宏   | 五月女有作 | 五月女有作 | 宇都木勇          | 武内啓     | 5月17日       |
| 7        | 14   |          | 只有一人的聖誕節     | 浦畑達彦 | 五月女有作 | 五月女有作 | 宇都木勇          | 武内啓     | 5月17日       |
| 8        | 15   |          | 在一次夢的延續       | 筆安一幸 | 須永司     | 鎌仲史陽   | 青木真理子        | 中原清隆   | 5月24日       |
| 8        | 16   |          | 在雪中抱緊我！       | 中村龍   | 河合夢男   | 鎌仲史陽   | 青木真理子        | 中原清隆   | 5月24日       |
| 9        | 17   |          | 交錯的情人節         | 筆安一幸 | 岡崎幸男   | 岡崎幸男   | 桜井木ノ実        | 武内啓     | 5月31日       |
| 9        | 18   |          | 既甜又苦的巧克力     | 筆安一幸 | 岡崎幸男   | 石川久一   | 加納みずほ        | 武内啓     | 5月31日       |
| 10       | 19   |          | 等級提升的禮物       | 浦畑達彦 | 小島多美子 | 三家本泰美 | Kim,Keun-soo      | 中原清隆   | 6月7日        |
| 10       | 20   |          | 心動・第一次的約會!? | 林政宏   | 小島多美子 | 成田歳法   | Lee,Seouk-in      | 中原清隆   | 6月7日        |
| 11       | 21   |          | 危險的新入社員       | 筆安一幸 | 五月女有作 | 横浜太郎   | 宇都木勇          | 武内啓     | 6月14日       |
| 11       | 22   |          | 決斷！生日           | 筆安一幸 | 柳瀬雄之   | 鎌仲史陽   | 青木真理子        | 武内啓     | 6月14日       |
| 12       | 23   |          | 雨中的再會           | 浦畑達彦 | 小島多美子 | 大田海雅   | Kim,Keun-soo      | 中原清隆   | 6月21日       |
| 12       | 24   |          | 真正的女主角         | 浦畑達彦 | 関田修     | 磨積良亜澄 | 高橋敦子 長坂寛治 | 中原清隆   | 6月21日       |
| DVD 収録 | 25   |          | 迎接！               | 林政宏   | 小島多美子 | 田崎聰     | 田崎聰            | -          | 未放映        |
| DVD 収録 | 26   |          | 永遠支持你           | 中村龍   | 小島多美子 | 田崎聰     | 田崎聰            | -          | 未放映        |

### OVA

#### 各話標題
| 发售順序 | 標題（中文翻譯）                                  | 標題（日文原文） |
| -------- | ------------------------------------------------- | ---------------- |
| OVA1     | 草莓100% 戀愛開始!? 攝影合宿 ～動搖的心向東向西～ |                  |
| OVA2     | 草莓100% -夜晚霧的風暴泉坂學園祭篇-               |                  |
| OVA3     | 草莓100% -櫻海學園脫逃篇                          |                  |
| OVA4     | 草莓100% -安逸的宿舍危機～小心女人!篇             |                  |
| OVA5     | 草莓100% -變心如此突然!?篇                        |                  |

#### 主題曲
- 片頭曲（OP）『君色100％』

- （作詞：田辺智沙　作曲：mia　編曲：鈴木雅也　歌：南戸唯（水樹奈々）、西野つかさ（豊口めぐみ）、北大路さつき（小林沙苗）、東城綾（能登麻美子））

- 片尾曲（ED）『ペパーミント』

- （作詞：田辺智沙　作曲：mia　編曲：鈴木雅也　歌：橋本みゆき）

- 片尾曲 (OVA2) 『ジンク・ホワイト』

- （作詞：田辺智沙　作曲・編曲：黒須克彦　歌：東城綾（能登麻美子））

- 片尾曲 (OVA3) 『大逆転 KISS』

- （作詞：田辺智沙　作曲・編曲：上野浩司　歌：西野つかさ（豊口めぐみ））

- 片尾曲 (OVA4) 『ココロカプセル』

- （作詞・作曲：rino　編曲：大久保薫　歌：南戸唯（水樹奈々））

- 片尾曲 (OVA5) 『プラトニック・スキャンダル』

- （作詞：田辺智沙　作曲：上野浩司　編曲：百石元　歌：北大路さつき（小林沙苗））

## 外部連結
- 漫畫官方網站 （页面存档备份，存于）集英社（日語）
- 動畫官方網站avex（日語）